# Louise Stratten
Louise Stratten (* 8. Mai 1968 in Vancouver; gebürtig Louise Beatrice Hoogstraten) ist eine kanadische Schauspielerin und Filmproduzentin.

## Leben und Leistungen
Louise Stratten ist die jüngere Schwester der auch als Model tätigen und im Jahr 1980 ermordeten Schauspielerin Dorothy Stratten. Sie debütierte an der Seite von Rob Lowe und Colleen Camp in der Filmkomödie Die Unschuld der Molly von Peter Bogdanovich aus dem Jahr 1988. Im selben Jahr heiratete sie den Regisseur, der schon mit ihrer Schwester vor deren Tod eine Affäre hatte. Unter Regie von Bogdanovich spielte sie in der von ihr mitproduzierten Komödie Noises Off! – Der nackte Wahnsinn (1992), im Fernsehdrama Der falsche Weg zum Glück (1997), in der Romanverfilmung Rescuers – Die Geschichte der Helden (1997) sowie im Thriller NY – Streets of Death (1998) und in der Komödie Ich bin du, und du bist ich (1999). In der Komödie Festival in Cannes (2001) mit Anouk Aimée, Greta Scacchi, Maximilian Schell und Ron Silver spielte sie zusammen mit ihrem Ehemann ein Pärchen. Im selben Jahr wurde die Ehe mit Bogdanovich geschieden.
Stratten hatte eine größere Rolle im Independent-Horrorfilm The Whispering von Gregory Gieras aus dem Jahr 1996. Die Komödie Ninja Cheerleaders, in der sie die Mutter einer der Hauptfiguren darstellte, erschien 2008.

## Filmografie (Auswahl)
Als Schauspielerin
- 1988: Die Unschuld der Molly (Illegally Yours)
- 1992: Noises Off! – Der nackte Wahnsinn (Noises Off…)
- 1996: The Whispering
- 1997: Der falsche Weg zum Glück (The Price of Heaven)
- 1997: Rescuers – Die Geschichte der Helden (Rescuers: Stories of Courage: Two Women)
- 1998: NY – Streets of Death (Naked City: A Killer Christmas)
- 1999: Ich bin Du, und Du bist ich (A Saintly Switch)
- 2001: Festival in Cannes
- 2008: Ninja Cheerleaders

Als Produzentin
- 1992: Noises Off! – Der nackte Wahnsinn (Noises Off…)
- 2014: Broadway Therapy (She’s Funny That Way)
- 2018: The Great Buster